# Ле-О-де-Фортерр
Ле-О-де-Фортерр (фр. Les Hauts de Forterre) — муніципалітет у Франції, у регіоні Бургундія-Франш-Конте, департамент Йонна. Ле-О-де-Фортерр утворено 1 січня 2017 року шляхом злиття муніципалітетів Фонтенай, Молем i Тенжі. Адміністративним центром муніципалітету є Тенжі. Населення — 499 осіб (01.01.2021).